# Salix lanata
Espèce
Classification APG III (2009)
Salix lanata, le saule laineux, est une espèce de plantes à fleurs de la famille des Salicaceae. C'est un saule subarctique, natif d'Islande, des Féroés, de la Scandinavie du Nord, de la Finlande et de l'Est de la Sibérie. 
En Écosse, on ne le trouve que dans quelques localités du Perthshire, de l'Angus et d'Aberdeen, généralement sur les pentes des montagnes rocailleuses à une altitude comprise entre 600 et 900 m

## Description
Salix lanata est un buisson bas très branchu, généralement de moins d'un mètre de haut et 1,50 m de large. Les branches sont d'abord pubescentes puis deviennent brunes et glabres. Les feuilles gris vert sont plutôt variables mais le plus souvent ovales, atteignant jusqu'à 7 cm de long et 6,5 cm de large, couvertes d'une laine gris argenté qu'elles perdent en vieillissant. Le bord des feuilles est le plus souvent entier.
Les chatons apparaissent de mai à juillet. Les chatons femelles sont très velus. Les feuilles ont un pétiole qui fait généralement moins d'un centimètre de long. Les stipules mesurent moins d'un cm de long sur 0,6 cm de large. Elles sont persistantes,,.
Sa texture, sa couleur et sa nature compacte font de cette plante, avec son extrême rusticité, un sujet apte à la culture. Elle a obtenu l'Award of Garden Merit de la Royal Horticultural Society.

## Références

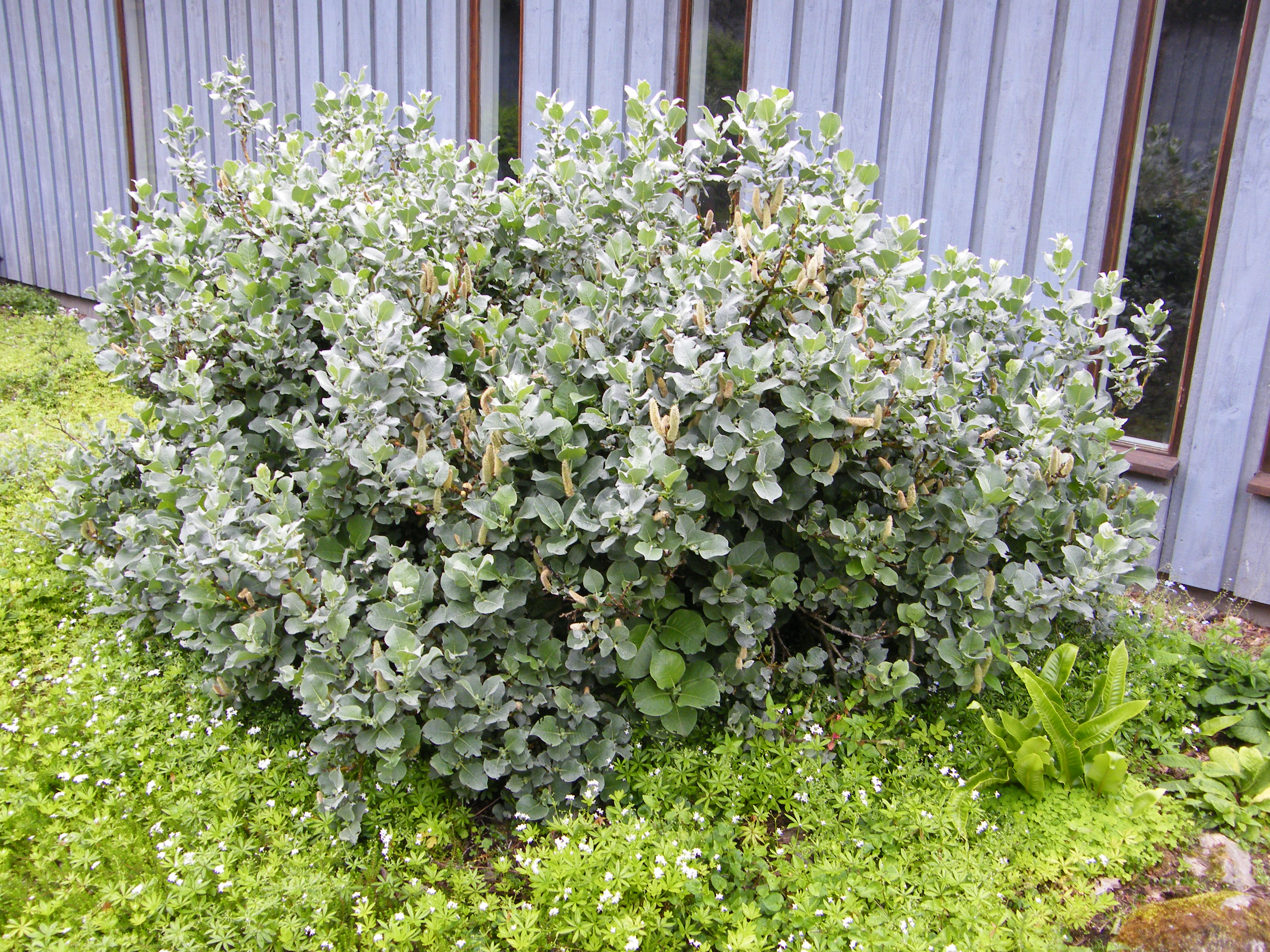
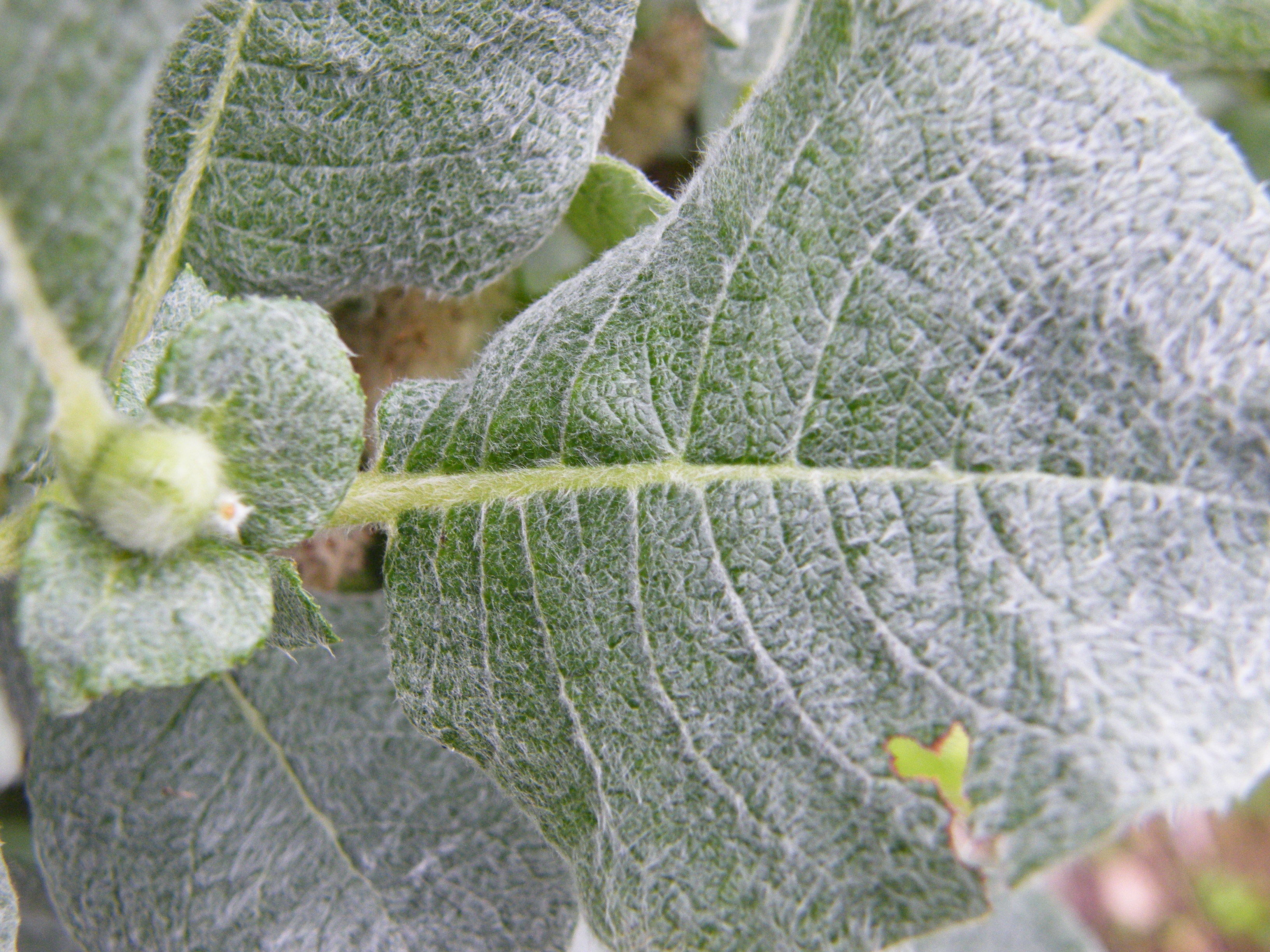
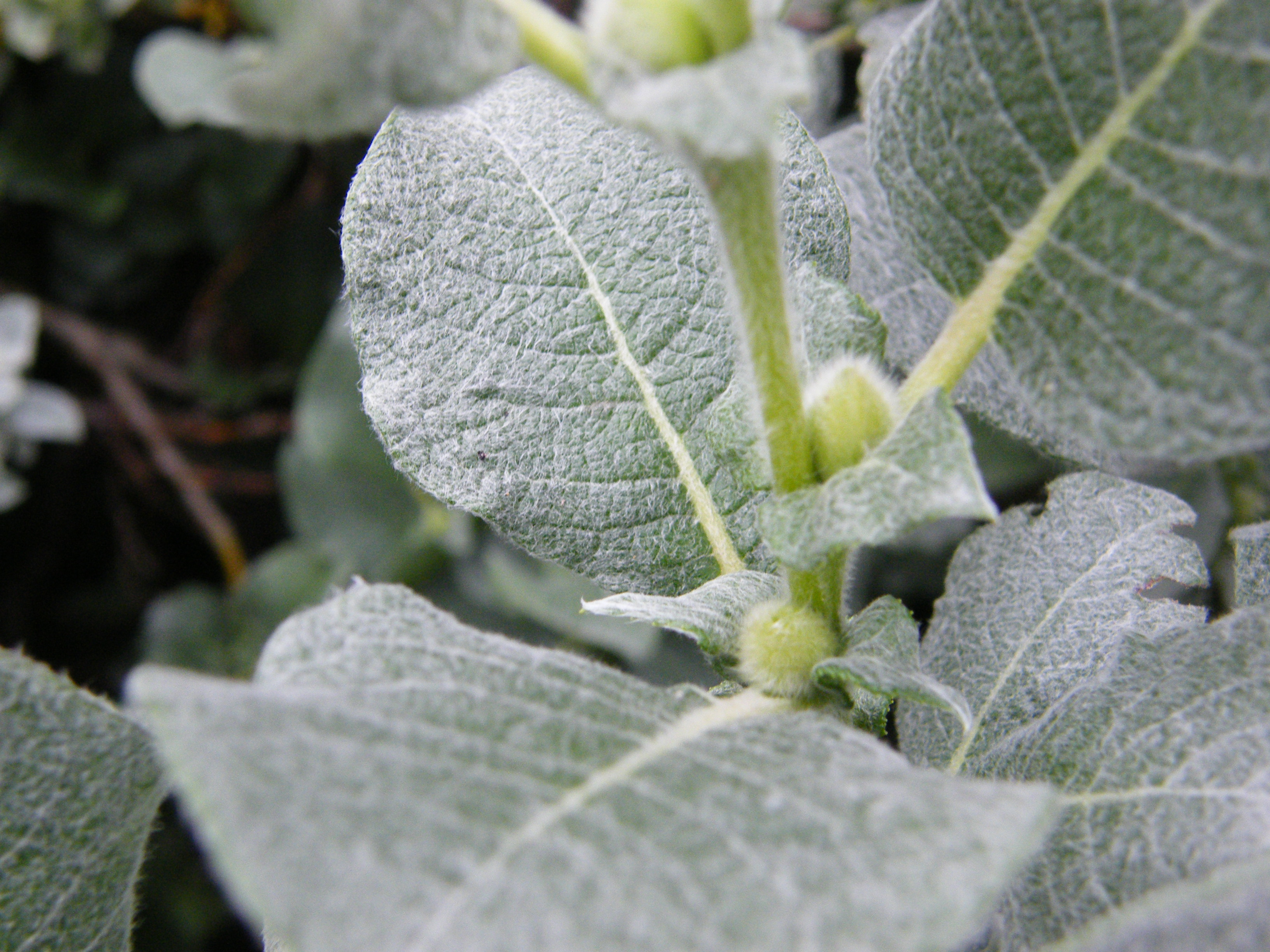
Face supérieure de la feuille, montrant les stipules.
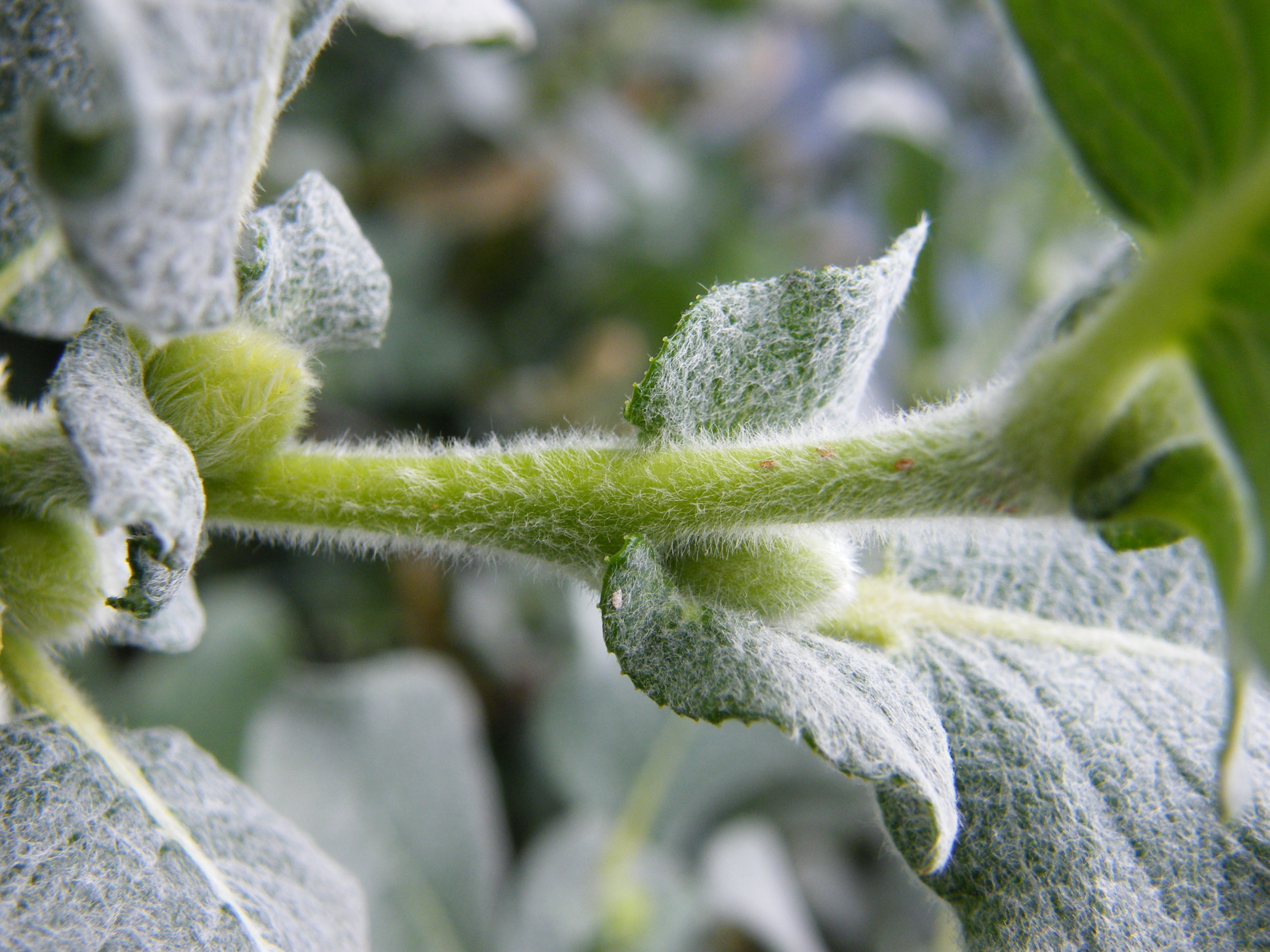
Pétiole.
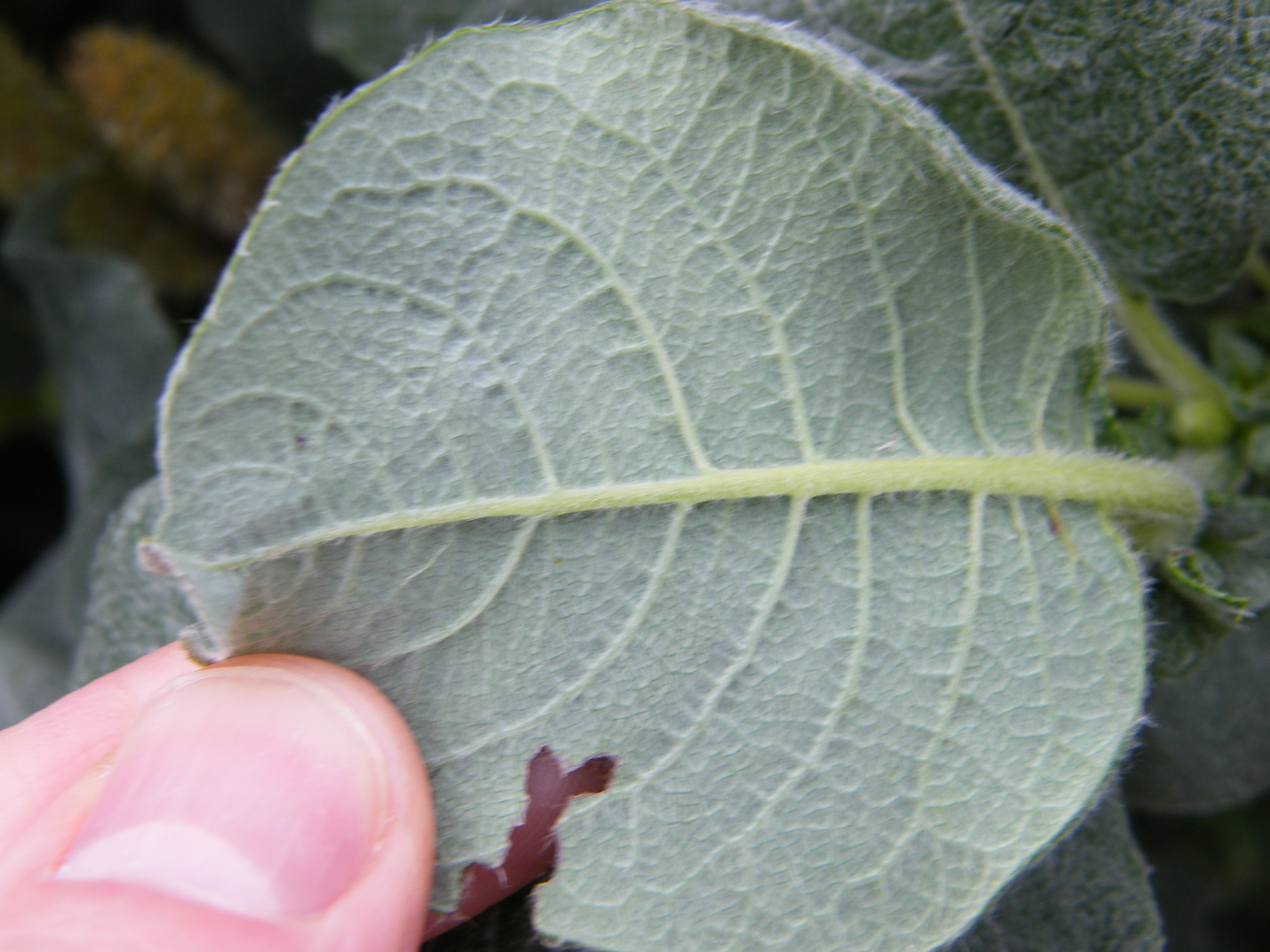
Face inférieure de la feuille.
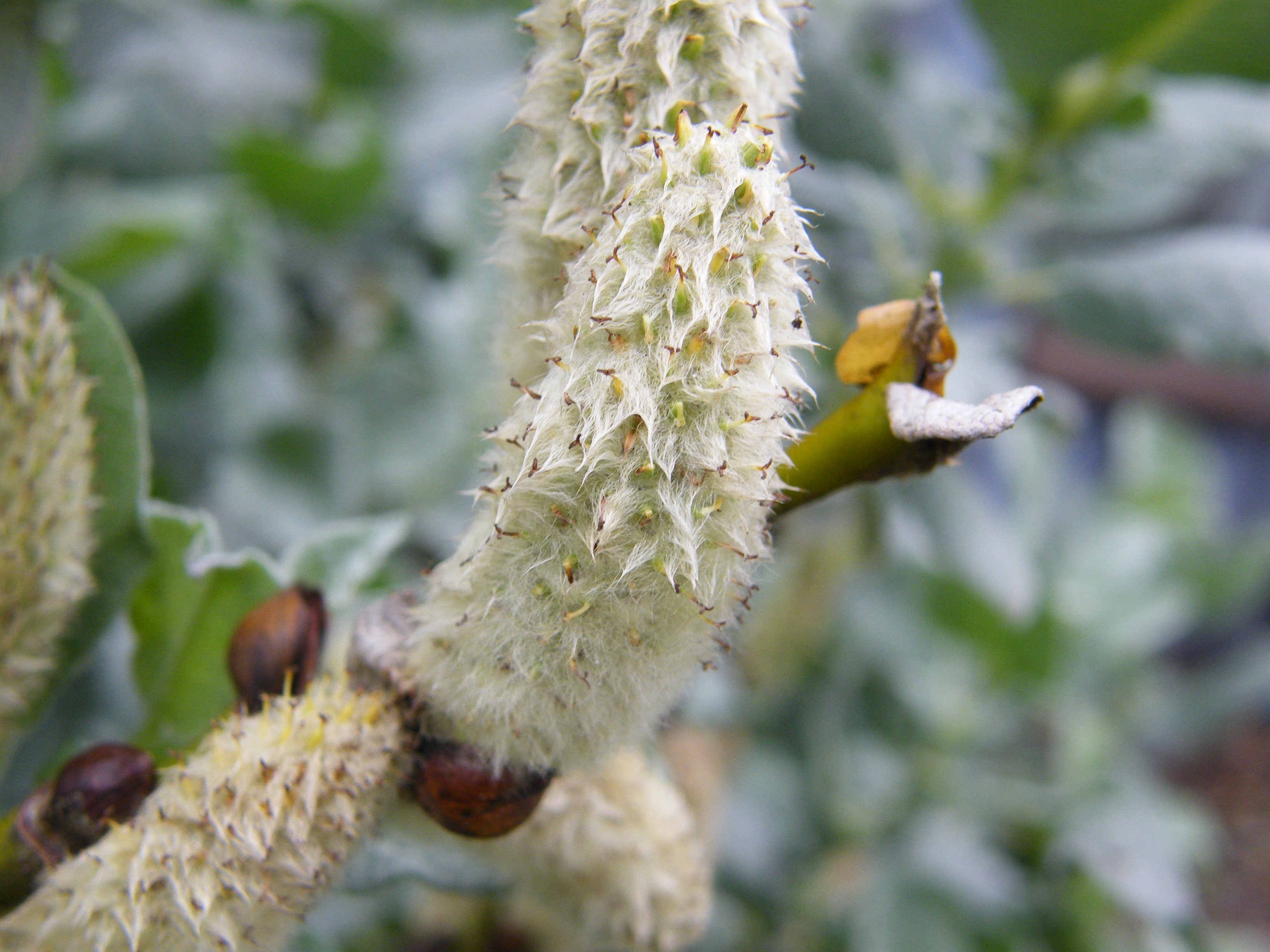
Chaton femelle.
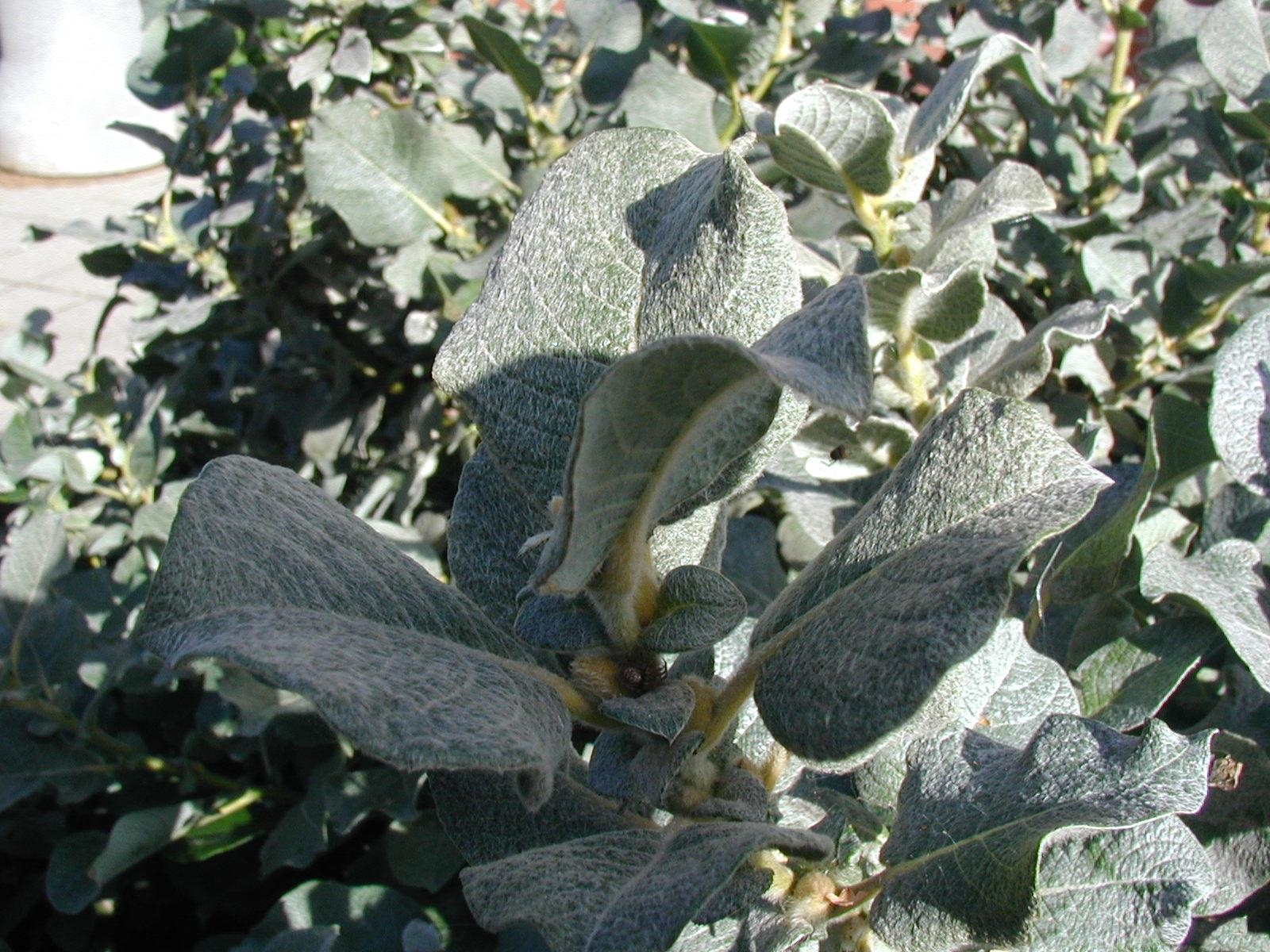
Feuilles de Salix lanata.